# Coimbra (canción)
«Coimbra» es un fado portugués de 1947, con música de Raul Ferrão y letra de José Galhardo, compuesto para el cantante Alberto Ribeiro que lo interpretó en la película Capas Negras, dirigida por Armando de Miranda. La famosa fadista Amália Rodrigues lo popularizó como una de sus canciones más emblemáticas.
En inglés fue titulada April in Portugal. En francés se tituló Avril au Portugal, interpretada por la cantante Yvette Giraud.

## Algunos intérpretes
| - Amália Rodrigues - Luís Piçarra - José Calvário - Freddy Martin - Caetano Veloso - Tony Martin - Louis Armstrong - Eartha Kitt - Dukes of Dixieland - Chet Atkins | - Lucho Gatica - Gabriella Ferri - Bert Kaempfert - Chico Buarque - Pérez Prado - Julio Iglesias - Roberto Carlos - Bing Crosby - Liberace - Xavier Cugat - Los Iracundos (Instrumental) |

- Datos: Q622052